# Anthony Street Theatre
 (juillet 2025).
 (avril 2024).
L'Anthony Street Theatre était l'un des premiers théâtres de la ville de New York. Il fut ouvert par intermittence de 1812 à 1821. Il ouvre en mai 1812 sous le nom de Olympic Theatre en mai 1812 et change de nom plusieurs fois au cours de sa brève existence.

## Histoire

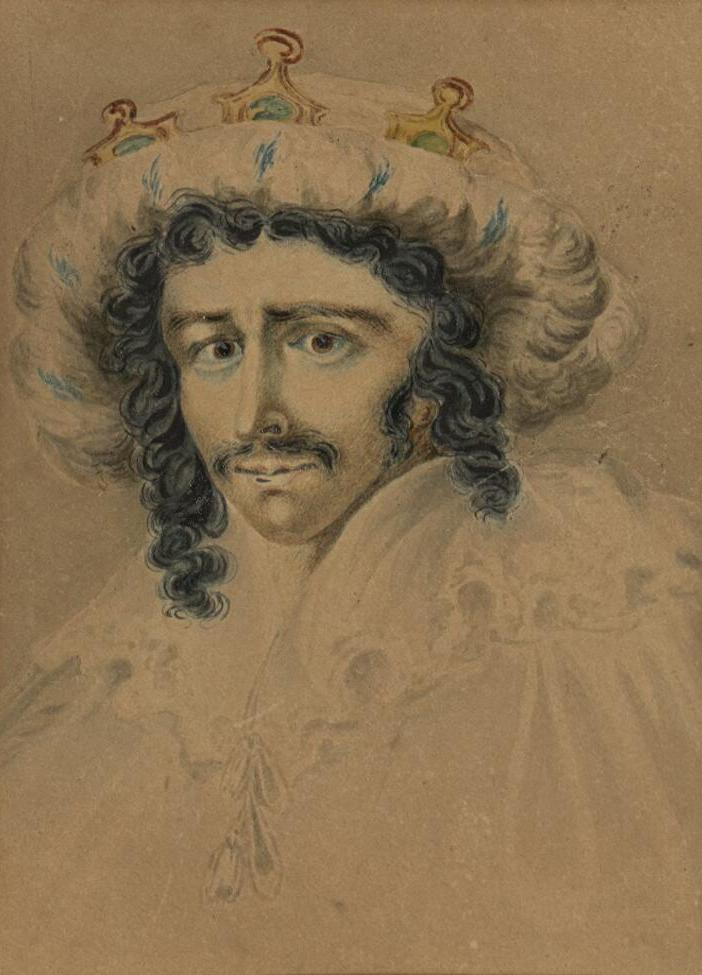
Portrait d'Edmund Kean en Richard III, qu'il joua au théâtre en 1820

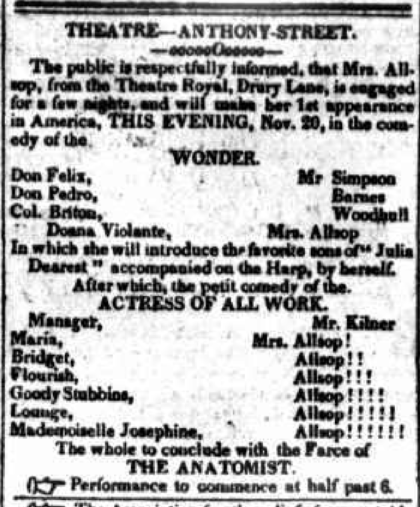
Affiche du New York Evening Post, datée du 20 novembre 1820, pour Frances Alsop apparaissant dans une représentation de Wonder (pièce de 1714 de Susanna Centlivre).

Le théâtre est un bâtiment de cirque remanié, utilisé par le Circus of Pépin and Breschard (en), situé au 79-85 Anthony Street (maintenant Worth Street (en)) à Manhattan. Le cirque semble avoir déménagé à Broadway, au coin de White Street, cependant il existe une grande confusion parmi les sources anciennes entre ces deux emplacements.
Premier concurrent sérieux du Park Theatre (en), situé 21-25 Park Row, il est géré par John Dwyer et Donald McKenzie sous le nom d'Olympic Theatre. La première représentation est The Way to Get Married (en), suivie par « les grands exploits d'équitation de M. Breschard and Company » et une farce intitulée The Spoild Child,,.
En juillet 1812, le théâtre passe sous la direction de l'acteur-gérant William Twaits (en), avec Alexander Placide (décédé le 26 juillet) et Breschard (qui s'occupe toujours des chevaux) ; Twaits et Placide sont  venus à New York après l'incendie désastreux du Richmond Theatre (en) à Richmond, en Virginie, dont ils avaient été co-gérants. Sous Twaits, l'Olympic devait sortir un spectacle dirigée par Charlotte Melmoth (en) et Twaits, mais alors qu'elle voyage pour remplir cet engagement, Melmoth a un accident de voiture entraînant une grave fracture au bras qui n'a pas guéri, la forçant à abandonner sa carrière d'actrice. Des numéros de cirque continuent à y être produits. Le populaire drame équestre Timour the Tartar (en) y fait ses débuts en septembre 1812.
Le théâtre est rénové et redécoré en 1813 et renommé Anthony Street Theatre, puis Commonwealth Theatre en 1814 et Pavilion Theatre en 1816, avant de redevenir Anthony Street Theatre en 1820.
Au cours de la saison 1820-1821, le théâtre abrite la compagnie du  Park Theatre alors que leur propre théâtre est en cours de reconstruction après avoir brûlé.
Avec cette compagnie, Edmund Kean fait sa première apparition couronnée de succès en novembre 1820 dans Richard III. Sur la performance de Kean, le manager Edmund Simpson (en) écrit : « Kean est avec nous et joue pour de bonnes affaires, il gagne en moyenne environ 1 000 $ par soir. Les gens ne savent pas exactement quoi penser de lui. Ses manières étranges les surprennent, mais son style gagne plus de convertis chaque soir et avant qu'il ne nous quitte, j'espère qu'ils seront unanimes pour l'appeler, comme ils l'expriment, la plus grande création qu'ils aient jamais vue ».
Virginius (en) de James Sheridan Knowles y est joué pour la première fois en Amérique le 25 septembre 1820. Henry John Wallack (en) y fait ses débuts dans le rôle du jeune Norval le 9 mai 1821. Le 6 juillet 1821 sortent Douglas (en) et Falls of Clyde de George Soane (en).
Le théâtre est démoli en 1821 peu après le départ de la compagnie du Park Theatre et le terrain est racheté au profit de la Christ & Saint Stephen's Episcopal Church (en),,,.